# Antonio Piñana
Antonio Piñana Segado, nacido en Cartagena en 1913 y fallecido en esa misma ciudad en 1989, fue un cantaor flamenco español.
Patriarca de una gran saga de artistas flamencos, fue el primer conservador y difusor de los cantes de Levante, los cuales perfeccionó conociendo a Antonio Grau Dauset, hijo de Rojo El Alpargatero, quien fuera fijador de la minera.
Fue el primer ganador del Festival del Cante de las Minas de La Unión. Su estilo difería del que popularizó Antonio Chacón, pues siempre buscó los orígenes y la fidelidad al cante primitivo del entorno minero. Aun así, Piñana siempre aportó su estilo personal a estos cantes.